# Zespół obniżonego popędu seksualnego
Zespół obniżonego popędu seksualnego (ang. hypoactive sexual desire disorder), dawniej hipolibidemia, oziębłość seksualna, u kobiet również frygidność – zaburzenie seksualne charakteryzujące się przewlekłym lub nawracającym obniżeniem lub brakiem popędu płciowego, fantazji erotycznych oraz potrzeby podejmowania aktywności seksualnej.
Jest to jedno z częściej występujących zaburzeń seksualnych, w specjalistycznych ośrodkach może stanowić nawet 30–50%.
W skrajnej postaci hipolibidemia występuje rzadko, częściej jako okresowy zanik zainteresowania współżyciem seksualnym lub element zaburzeń psychotycznych wysuwający się na pierwszy plan w początkowym okresie choroby.

## Kryteria diagnostyczne
- brak zainteresowania aktywnością seksualną, zarówno partnerką/partnerem jak i masturbacją
- niższy poziom aktywności seksualnej w porównaniu z przeszłością lub oczekiwaniami
- zainicjowanie kontaktu seksualnego jest mniej prawdopodobne, choć hipolibidemia nie wyklucza satysfakcji seksualnej[4]
- wynikające z powyższych objawów problemy w relacjach międzyludzkich, dyskomfort, niepokój czy depresja[3]

## Przyczyny
Przy ocenie hipolibidemii należy brać pod uwagę wiek, płeć i kontekst sytuacyjny. Przyczyny dzieli się na:
- biologiczne: zaburzenia hormonalne, choroby przewlekłe, przyjmowanie leków, uzależnienia, czasem genetyczne
- psychiczne: przewlekłe zmęczenie, stres, fobie seksualne, zaburzenia identyfikacji z płcią, ambiwalentna postawa wobec seksualności
- partnerskie: nieatrakcyjność partnera, negatywne nastawienie do partnera, konflikty, rozczarowanie, monotonia, rutyna
- kulturowe: uzależnienie od pornografii, przesyt seksem, stawianie zbyt wysokich wymagań, opieranie się presji kulturowej, medialna walka płci, rygoryzm religijny[2][4]

## Leczenie
Powinno być przyczynowe.
- farmakoterapia: leki o działaniu hormonalnym i pobudzające seksualnie
- psychoterapia: indywidualna lub małżeńska
- metody treningowe
- wzbogacanie sztuki miłosnej[2][4]

## Negatywne czynniki rokownicze
Według Rosena i Leiblum należą do nich istotne i ukrywane tajemnice więzi między partnerami, alkoholizm, narkomania, rygoryzm religijny, zaburzenia depresyjne, impotencja, zaburzenia obrazu ciała i ograniczenie się do farmakoterapii.